# Amphibulus latioris
Amphibulus latioris là một loài tò vò trong họ Ichneumonidae.